# HD 82943 c
HD 82943 c es un planeta extrasolar a alrededor de 89 años luz de distancia en la constelación de Hidra.  El planeta fue anunciado en el 2001 orbitando alrededor de la estrella enana amarilla HD 82943. El planeta es el planeta más interior de dos.